# YRF Spy Universe
YRF Spy Universe est une franchise médiatique indienne et un univers partagé centré sur une série de films d'action d'espionnage, qui mettent en scène divers agents RAW fictifs. Les trois premiers films de l'univers sont sortis en tant que films autonomes avant que l'univers ne soit créé par Pathaan. La franchise comprend également des bandes dessinées, des romans graphiques et des jeux vidéo. Les films sont produits et distribués par Yash Raj Films.

## Aperçu
Le premier film Ek Tha Tiger ( 2012) réalisé par Kabir Khan était centré sur un agent RAW fictif nommé Avinash Singh Rathore alias Tiger joué par Salman Khan. Cela a été suivi par ses suites Tiger Zinda Hai (2017) réalisé par Ali Abbas Zafar et le cinquième film de l'univers Tiger 3 (2023) réalisé par Maneesh Sharma. Le troisième film War (2019) réalisé par Siddharth Anand, avec Hrithik Roshan et Tiger Shroff, est sorti en tant que film autonome sans lien avec les films Tiger. L'univers a été créé lorsqu'Aditya Chopra et Siddharth Anand ont décidé de connecter les trois films et de créer un univers partagé à travers des croisements de personnages et des intrigues connectées. Le quatrième volet Pathaan (2023), également réalisé par Anand, avec Shah Rukh Khan dans le rôle principal, a été le premier film de l'univers à présenter des personnages des films précédents,,.
| Film             | Date de sortie   | Directeur            | Scénario                         | Dialogues                | Histoire                      | Producteur    | Statut          |
| ---------------- | ---------------- | -------------------- | -------------------------------- | ------------------------ | ----------------------------- | ------------- | --------------- |
| Ek Tha Tiger     | 15 août 2012     | Kabir Khan           | Kabir Khan Neelesh Misra         | Kabir Khan Neelesh Misra | Aditya Chopra                 | Aditya Chopra | Sorti           |
| Tiger Zinda Hai  | 22 décembre 2017 | Ali Abbas Zafar (en) | Ali Abbas Zafar                  | Ali Abbas Zafar          | Ali Abbas Zafar Neelesh Misra | Aditya Chopra | Sorti           |
| War              | 2 octobre 2019   | Siddharth Anand      | Shridhar Raghava Siddharth Anand | Abbas Tyrewala           | Aditya Chopra Siddharth Anand | Aditya Chopra | Sorti           |
| Pathaan          | 25 janvier 2023  | Siddharth Anand      | Shridhar Raghavan                | Abbas Tyrewala           | Siddharth Anand               | Aditya Chopra | Sorti           |
| Tiger 3          | 12 novembre 2023 | Maneesh Sharma (en)  | Shridhar Raghavan                | Anckur Chaudhry          | Aditya Chopra                 | Aditya Chopra | Sorti           |
| War 2 (en)       | 14 août 2025     | Ayan Mukerji (en)    | Shridhar Raghavan                | Abbas Tyrewala           | Aditya Chopra                 | Aditya Chopra | Post-production |
| Alpha            | 25 décembre 2025 | Shiv Rawail          | Shridhar Raghavan                | TBA                      | Shiv Rawail                   | Aditya Chopra | Post-production |
| Pathan 2         | TBA              | TBA                  | Shridhar Raghavan                | TBA                      | TBA                           | Aditya Chopra | Pré-production  |
| Tiger VS Pathaan | TBA              | TBA                  | Shridhar Raghavan                | TBA                      | TBA                           | Aditya Chopra | Pré-production  |

### Ek Tha Tiger(2012)
L'agent RAW Avinash « Tiger » Singh Rathore, est envoyé à Dublin pour observer un scientifique indien soupçonné de partager des secrets nucléaires avec l'ISI. Il rencontre et tombe amoureux de sa gardienne Zoya Nazar, une fille au passé sombre.
Ek Tha Tiger est le premier volet de l'univers partagé et est sorti le 15 août 2012 dans le monde entier. Le film a rapporté 325 millions de roupies dans le monde entier contre un budget de ₹75 crore, devenant l'un des films de Bollywood les plus rentables au niveau international,.

### Tigre Zinda Hai(2017)
Tiger et Zoya rejoignent les forces du RAW et de l'ISI afin de sauver un groupe d'infirmières, retenues en otage par l'ISC, une organisation terroriste irakienne dirigée par Abu Usman.
Tiger Zinda Hai est le deuxième volet de l'univers partagé et est basé sur des incidents réels survenus en 2014 lors de l' enlèvement d'infirmières indiennes par l'EIIL. Tiger Zinda Hai est sorti le 22 décembre 2017 et a réalisé un nouveau record non férié en Inde puisqu'il a récolté ₹ crore net le premier jour. Le deuxième jour, l'entreprise a récolté 35,30 crores de roupies de recettes brutes. Le film a enregistré la deuxième journée la plus élevée de tous les temps. Il a rapporté 154 millions de roupies au cours de ses quatre premiers jours en Inde,. Le film a rapporté  565 crore dans le monde entier  devenant l'un des films indiens les plus rentables. Lors de la 63e cérémonie des Filmfare Awards, il a remporté le prix du meilleur film d'action.

### War(2019)
Le major Kabir Dhaliwal, un ancien soldat et un agent compétent, devient un voyou après qu'une mission visant à attraper un terroriste nommé Rizwan Ilyasi ait mal tourné. Cependant, son patron envoie Khalid, un autre soldat et élève de Kabir, pour le traquer.
War est le troisième volet de l'univers partagé, qui a été commandé après le succès des films précédents, et a été réalisé par Siddharth Anand, avec Hrithik Roshan, Tiger Shroff et Vaani Kapoor dans les rôles principaux. Il a été publié le 2 octobre 2019, coïncidant avec le Gandhi Jayanti. S'avérant avoir rencontré le même succès que le premier volet de la série, le film a connu un énorme succès au box-office, devenant le film de Bollywood le plus rentable de 2019 et l'un des films indiens les plus rentables de tous les temps.

### Pathaan(2023)
Pathaan, un agent RAW exilé, est chargé d'éliminer Jim, un ancien agent RAW devenu chef de « Outfit X », une organisation terroriste privée qui prévoit de propager un virus mortel généré en laboratoire surnommé « Raktbeej » à travers l'Inde.
Pathaan est le quatrième volet de l'univers partagé réalisé par Siddharth Anand, et le premier film d'univers d'espionnage à présenter une scène de mi-crédits. Le film met en vedette Shah Rukh Khan, Deepika Padukone et John Abraham dans les rôles principaux,,. Salman Khan reprend son rôle de Tiger dans une brève apparition. C'était le projet le plus cher de Yash Raj Films jusqu'à Tiger 3 avec un budget de  250 crore.

### Tigre 3(2023)
Tiger et Zoya doivent se lancer dans une croisade qui met leur vie en danger pour laver leur nom après avoir été accusés de traîtres par Aatish Rehman, un ancien agent de l'ISI devenu terroriste avec une vendetta personnelle contre Tiger.
Tiger 3 est le cinquième volet de l'univers partagé et la suite de Tiger Zinda Hai. Il met en vedette Salman Khan et Katrina Kaif, reprenant leurs rôles éponymes de Tiger et Zoya, avec Emraan Hashmi jouant l'antagoniste. Shah Rukh Khan et Hrithik Roshan reprennent leurs rôles de Pathaan et du major Kabir Dhaliwal dans des apparitions en camée. Le film a été réalisé par Maneesh Sharma,. La musique a été composée par Pritam, avec les paroles écrites par Irshad Kamil et Amitabh Bhattacharya. Il s'agit du projet le plus cher de Yash Raj Films à ce jour, avec un budget estimé à 300 crores .

### War 2(2025)
War 2 est le sixième volet de l'univers partagé et la suite de War. Le film met en vedette Hrithik Roshan, qui reprend son rôle, Kiara Advani et NT Rama Rao Jr., Le film sera réalisé par Ayan Mukerji, en remplacement de Siddharth Anand. La sortie de War 2 est prévue pour le 14 août 2025,.

### Alpha(2025)
Le septième volet de l'univers partagé et le premier film dirigé par une femme dans l'univers ont été annoncés en juillet 2024, intitulé Alpha. Réalisé par Shiv Rawail, le film met en vedette Alia Bhatt, Sharvari, Bobby Deol, Trisha Krishnan et Anil Kapoor dans les rôles principaux ainsi que Salman Khan, Shah Rukh Khan et Hrithik Roshan dans des caméos ,, Le tournage principal a commencé en juillet 2024. La sortie de la version Alpha est prévue pour le 25 décembre 2025.